# 経済計算論争
経済計算論争（けいざいけいさんろんそう、economic calculation controversy）とは、1920年代から30年代にかけて、社会主義経済の可能性について経済学者の間で起こった議論のこと。社会主義経済計算論争とも言う。オットー・ノイラートの「戦争経済から実物経済へ」に対してルートヴィヒ・フォン・ミーゼスが「社会主義共同体における経済計算」で反論したことが発端となった。

## 問題の所在
社会主義経済において、生産手段は公のものとされ、生産量は国家が決定するため、市場や価格は存在しないことになる。このような経済が現実に適用できるものか。

## 論争の内容

### 否定論
ミーゼスは、貨幣が存在しないとすれば価格もうまくつけられないとして可能性を否定した。フリードリヒ・ハイエクは、計算についてのすべての情報が集まらない以上、計算は不可能だとした。

### 肯定論
ミーゼス、ハイエクの不可能論に対し、オスカル・ランゲは市場メカニズムを社会主義経済に導入することで社会主義は可能だと反論した。ランゲに同調した人物としては、アバ・ラーナーらがいる。